# 張燦垣
張燦垣（？—？），号紫城，四川成都左護衛官籍成都县人。

## 生平
天啓五年（1625年）乙丑科進士，任贵池县知县，庭訊數十百人，無不了了，輕徭減役。擢承德郎、兵部武選清吏司主事，升直隸淮海道兵備副使。著有《剑阁芳华集》。